# Usta Mohammad
Usta Mohammad (in urdu: اوستہ محمد) è una città del Pakistan, situata nella provincia del Belucistan.